# Gandalf

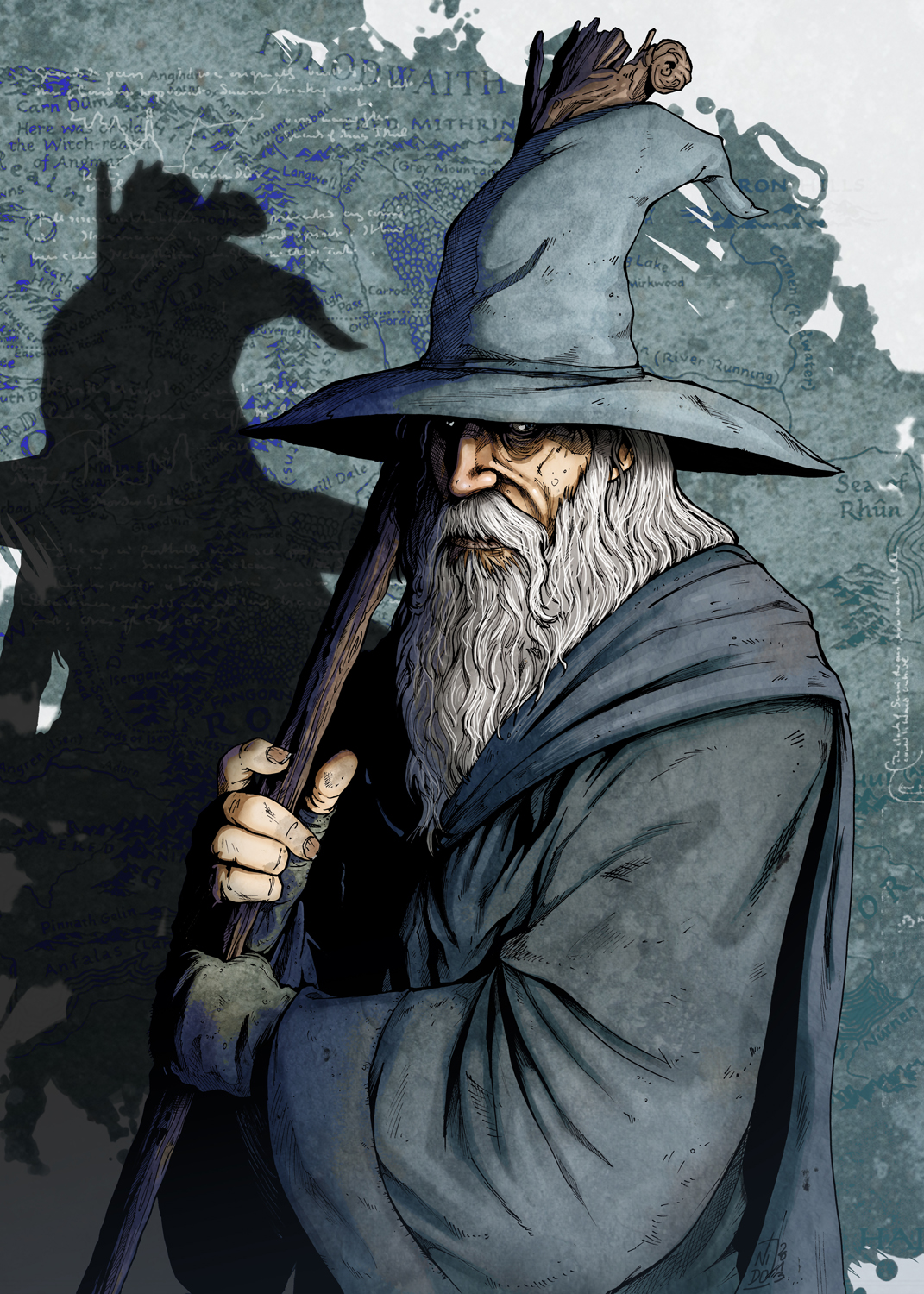
Čaroděj Gandalf

Gandalf je fiktivní postava čaroděje, který hraje klíčovou roli v románech J. R. R. Tolkiena Hobit a Pán prstenů. Byl druhým nejvyšším členem řádu Istari a po zradě a pádu Sarumana se stal jeho hlavou. Vedl Společenstvo prstenu a velel armádám Západu ve Válce o Prsten. Ve filmové trilogii Petera Jacksona Pán prstenů jej hrál sir Ian McKellen.

## Jména a přízviska
- Olórin – jméno „na Západě, který je zapomenut“ – tedy ve Valinoru. Pochází ze Vznešené elfštiny z kořenu olo-s s významem „vidina, fantazie, sen“.
- Gandalf, Gandalf Šedoplášť nebo Gandalf Šedý – na severu (od Gondoru) a obecně mezi lidmi, znamená „elf s holí“. Jeho původ je norský, v básni Völuspá ze Starší Eddy se tak jmenuje jeden z trpaslíků. Tolkien jej použil, protože se zdálo obsahovat gandr, s významem „hůl“, zejména „čarovná, mocná hůl“, berla, což by dohromady dalo „elfská bytost s (čarovnou) holí“
- Gandalf Bílý – poté, co byl vzkříšen jako nástupce Sarumana
- Bílý jezdec – když osedlal Stínovlase, v kontrastu k Černým jezdcům (nazgûlům)
- Gandalf Sýček, Láthspell – jeho příchod byl často spojen s časy nouze, což kritiky svádělo k názoru, že je to otravný šťoura pasoucí se v problémech jiných. Láthspell je slovo ze staré angličtiny, která má v románu roli jazyka Rohirů (obyvatel Rohanu), a znamená zlá zvěst. Tak byl Gandalf nazván králem Théodenem (v době kdy byl král ovládán Sarumanovým kouzlem).
- Mithrandir – tak mu říkali elfové a vzdělaní v Gondoru, jméno je sindarské, v překladu „Šedý poutník“
- Tharkûn – tak mu říkali trpaslíci, údajně „muž s holí“
- Incánus – tak mu říkali „na jihu“. Existují dvě protichůdné Tolkienovy poznámky o původu tohoto slova. Podle poznámky z roku 1966 je to quenijštině přizpůsobená forma haradské složeniny Inkā+nūs, znamenající „severský špeh“. Naproti tomu v poznámce z roku 1967 došel k závěru, že je to quenijské jméno složené z prvků in(id) „mysl“ a kan- „vládce“ vytvořené v Gondoru v dřívějších dobách. Tolkien se patrně inspiroval latinským slovem incánus „šedovlasý“, tuto shodu je však podle jeho slov nutno považovat za náhodu.[1]

## Životopis

### Počátek
Olórin byl Maiar, bydlel ve valinorském Lórienu a patřil do domu Irmova, Pána snů. Často však také navštěvoval a učil se od Nienny Plačící. Miloval Ilúvatarovy děti, neviděn chodil mezi elfy a obohacoval je krásnými vidinami nebo moudrými popudy.
Jeho silou bylo naslouchání, trpělivost až za hranice naděje, soucit se žaly a odvracení zoufalství a temných představ. Kolem roku 1000 Třetího věku byl vyslán Pány Západu do Středozemě spolu s ostatními čaroději, aby pomohl čelit Sauronovi. Vyslanci nesměli otevřeně projevovat svou moc, ale radami, porozuměním a přesvědčováním sjednocovat svobodné národy k dobrému. Byli oděni tělem, aby si získali důvěru elfů a lidí, i když to mohlo zakalit jejich moudrost a poznání a zmást je únavou, strachem a slabostmi z těla pocházejícími.
Oproti Curumovi (ve Středozemi zvaném Saruman) a Alatarovi, kteří se přihlásili dobrovolně, se Olórin zdráhal a považoval za příliš slabého na takový úkol, Manwë a Varda však byli jiného názoru.

### Ve Středozemi
Když připlul do Šedých přístavů jako poslední Istari, tělem nejmenší, šedovlasý, s šedým pláštěm a vzhledem starší než ostatní, rozpoznal v něm Círdan největšího a nejmoudřejšího ducha a svěřil mu jeden ze Tří prstenů, prsten Naryu, pomáhající rozněcovat odvahu. Saruman si ale po čase uvědomil, že Šedý posel dostal takový dar a sžírala jej závist a zlovůle, která se po čase stala zjevnou.
Na rozdíl od Sarumana a Radagasta se Gandalf neusadil, putoval po Středozemi a vysloužil si mezi národy ještě další jména: Mithrandir, Tharkûn, Incánus. Všímal si však méně zjevných center poznání, moci a odporu proti zlu (s výjimkou období, kdy začala upadat) a více si uvědomoval přirozenou hodnotu toho, co jiní opomíjeli. Oblíbil si hobity a vytušil jejich důležitost.
Gandalf nejvíce pochyboval o stínu narůstajícím nad Temným hvozdem, měl podezření, že to může být povstávající Sauron. Roku 2063 Třetího věku proto vstoupil do Dol Gulduru, Sauron se však stáhl na Východ a započalo období Ostražitého míru. Ten trval téměř 400 let, dokud se Sauron do Dol Gulduru opět nevrátil. To vedlo v roce 2463 k vytvoření Bílé rady, v níž byli Gandalf, Saruman, Elrond, Galadriel, Círdan a někteří další páni elfů. Galadriel usilovala, aby se hlavou Rady stal Gandalf, ale on tento úřad odmítl, neboť nechtěl mít jiná pouta a závazky než vůči těm, kteří jej poslali. Proto byl zvolen Saruman, který měl největší poznání o způsobech Nepřítele.
Následující léta byla vyplněna menšími válkami a pohromami, které postihovaly říše lidí, elfů a trpaslíků. Je zaznamenáno, že při Dlouhé zimě na přelomu let 2758/9 se Krajanům dostalo od Gandalfa pomoci. V roce 2850 se Gandalf odhodlal k tomu, aby podruhé vstoupil do Dol Gulduru a odhalil, že zde skutečně povstal Sauron.
Setkal se zde v podzemní kobce s umírajícím Thráinem (i když ten mu tehdy nesdělil své jméno), kterého Sauron obral o jeden ze Sedmi prstenů, a získal od něj klíč od Ereboru. O rok později na schůzi Bílé rady se Saruman postavil proti Gandalfově snaze podnítit útok na Dol Guldur předstíraje, že zjistil, že se Jeden prsten odkutálel do moře. Ve skutečnosti umístil stráže v okolí řeky v naději, že Vládnoucí prsten najde sám, jakmile se objeví. Zjistil, že Sauron po něm na stejných místech pátrá také.

### Bilbovo dobrodružství
Gandalf občas zajížděl do Kraje odpočinout si od starostí, které jej tížily. Dne 15. března 2941 Třetího věku se náhodně setkal v Hůrce s Thorinem Pavézou, Thráinovým synem, který mu pověděl o své touze získat zpět trpasličí království Erebor, nyní obsazené drakem Šmakem, a požádal jej o radu. Gandalfovi samotnému již dlouho dělalo starosti, jak se vypořádat s hrozbou draka. Přiměl Thorina vzdát se velkolepých plánů, souhlasit s tajnou výpravou a vzít s sebou hobita Bilba jako zloděje. Do srdce mu totiž náhle vstoupila myšlenka, že bez Bilba nebude výprava úspěšná. Musel obratně manévrovat, aby zlomil nedůvěru trpaslíků vůči Bilbovi a zároveň přesvědčil k účasti Bilba, který už nedychtil po dobrodružství tolik jako v mládí. Díky tomu, že měl mapu a klíč k Ereboru, a že se zavázal výpravu část cesty provázet, se mu nakonec podařilo prosadit své představy.
Výprava Thorina, jeho dvanácti druhů, Bilba a Gandalfa putovala nejprve do Roklinky, po cestě však narazila na zlobry, kteří trpaslíky pochytali a chystali se je sníst. Skrytý Gandalf však zlobry popichoval, vyprovokoval mezi nimi hádku, až zapomněli na svítání, kdy je první paprsky slunce proměnily v kámen. Ve zlobřím pokladu se kupodivu nacházely vzácné elfské meče Glamdring a Orcrist a nůž Žihadlo. Gandalf si vybral Glamdring a od té chvíle jej používal jako svůj meč.
Při přechodu Mlžných hor byli trpaslíci zajati skřety a Bilbo se v temných jeskyních ztratil. V jedné jeskyni našel na zemi prsten a setkal se s tvorem jménem Glum, kterému prsten patřil. Prsten činil svého nositele neviditelným, takže se Bilbovi podařilo uprchnout Glumovi, šťastně proklouznout mezi skřety a znovu se setkat s výpravou, která se mezitím s Gandalfovou pomocí probila ven. Zajímavé bylo, že Bilbo poprvé přednesl příběh tak, aby se jeho nárok na prsten zdál nepochybný (že jej vyhrál v hádankářském souboji). Tomu Gandalf nevěřil a až po mnoha vyptávání z Bilba vytáhl pravdivý příběh. Vzhledem k tomu, že Bilbo měl ve zvyku mluvit pravdu, to Gandalf pokládal za velmi znepokojivé.
Gandalf ještě výpravě pomohl uniknout před vrrky a zavedl ji k Meddědovi, než se s ní musel rozloučit. Spěchal totiž na Bílou radu, kterou se mu konečně podařilo přesvědčit k útoku na Dol Guldur. Saruman tentokrát souhlasil, protože mu Sauronovo pátrání po Prstenu kolem Anduiny překáželo. Sauron však v té době už měl hotové plány na uchvácení Mordoru a vcelku ochotně se stáhl. Výprava trpaslíků mezitím dosáhla svého cíle, drak Šmak byl zabit a Bilbo se příští rok vrátil bohatý do Kraje.

### Před válkou o prsten
Gandalf udržoval dobré styky s Bilbem, v roce 2949 Třetího věku jej spolu s Balinem opět navštívil. Po poslední schůzce Bílé rady začal Saruman Gandalfa špehovat, všiml si jeho zájmu o Kraj a umístil tam své zvědy. Roku 2956 se Gandalf setkal s Aragornem a začalo tak jejich přátelství.
Památná Bilbova oslava na rozloučenou v roce 3001 znamenala také změnu majitele prstenu. Bilbo jej přenechal svému synovci Frodovi. Byl to však pro něj nečekaně těžký krok, bez Gandalfovy pomoci by to nedokázal. Jeho chování probudilo v Gandalfovi podezření, že Bilbův prsten by mohl být ztraceným Vládnoucím prstenem. Během let 3004 až 3008 Gandalf Froda čtyřikrát navštívil. Uvědomil si, že kolem Kraje se stahují zvědové. Spolu s Aragornem zahájil pátrání po Glumovi. Nakonec v roce 3017 Aragorn v Mrtvých močálech zajal Gluma, jeho výslech spolu s návštěvou Minas Tirith a vyhledáním Isildurova svitku přivedl Gandalfa téměř k jistotě. Tu mohla potvrdit jen zkouška, která by Prsten vystavila ohni.

### Válka o prsten
Dne 12. dubna 3018 Třetího věku přijel Gandalf do Hobitína navštívit Froda. Zkouška ohněm odhalila verše v černé řeči po obvodu Prstenu a prokázala, že se jedná o Jeden prsten, Pána prstenů. Když se Frodo dověděl jeho historii, nabídl jej Gandalfovi. Gandalf ho ale zprudka odmítl, neboť Prsten by si našel cestu k jeho srdci a nakonec by skrze něj vládl a učinil jej novým Temným pánem. Kvůli pozornosti, kterou na sebe Jeden prsten upoutával, se Frodo rozhodl odcestovat tajně z Kraje, odjezd naplánoval po 22. září, po svých a Bilbových narozeninách.
Koncem června pátral Gandalf nedaleko Hůrky po novinkách a narazil na Radagasta Hnědého, který měl zprávy od Sarumana o nazgûlech, které Sauron vyslal hledat Prsten. Vydal se tedy pro radu do Sarumanova Železného pasu, Saruman však otevřeně projevil svou zradu a Gandalfa od 10. července do 18. září věznil na špici této věže, dokud jej nevysvobodil Radagastův posel Gwaihir, Pán orlů.
Gwaihir ho odnesl do Edorasu, ke dvoru rohanského krále Théodena. Ten však Gandalfa jako posla špatných zpráv vlídně nepřijal, přikázal mu: „Vezmi si kteréhokoliv koně, jen buď do zítřka pryč!“ Gandalf se setkal se Stínovlasem, nejlepším koněm v Rohanu, pronásledoval a krotil ho po tři dny. Pak se vydal do Hobitína, kam dorazil 29. září a promluvil se starým Křepelkou, otcem Sama. Jel pln obav po Frodových stopách a druhý den večer přijel do Hůrky a dověděl se, že hobiti odešli ráno s Chodcem.
Na Větrov dorazil 3. října a čelil tam obklíčení devíti Prstenových přízraků, z něhož se za svítání probil a prchal na sever se 4 nazgûly za sebou (ti se ovšem po chvíli pronásledování vrátili). Do Roklinky se dostal oklikou přes Obroviště až 18. října, neboť kvůli obtížnému přechodu skal musel propustit Stínovlase.
V Elrondově domě se v témže čase sešla poselství mnoha národů Středozemě a 25. října byla svolána velká Elrondova rada, při jejímž rozhodování hrál Gandalf klíčovou roli. Stejně jako jiní vyložil vlastní úlohu v dosavadních událostech, ale vysvětlil také, že Prsten nelze zničit běžnými prostředky a že nelze spoléhat na Toma Bombadila. Byl rovněž proti vhození Prstenu do moře. Naopak záměr vhodit jej do Ohně navzdory malé naději na úspěch podpořil s tím, že tato možnost Nepříteli zaručeně nepřijde na mysl. Bilbovi rozmluvil jeho nabídku nést Prsten k Hoře osudu, takže se nakonec k tomuto úkolu přihlásil Frodo. Ze zástupců národů Středozemě se na doprovod Frodovi utvořilo Společenstvo prstenu a Gandalf byl jeho přirozeným vůdcem. Po mnoha přípravách Společenstvo 25. prosince vyrazilo k jihu.
Pokus překonat Mlžné hory 11. a 12. ledna průsmykem Caradhrasu skončil kvůli sněhové bouři neúspěchem. Gandalf musel použít kouzlo k rozdělání ohně. Když Společenstvo po návratu z průsmyku přepadli vrrci, byl nucen opět ukázat svou moc a zahnal je ohněm. Společenstvo, vědomo si pronásledování, uposlechlo Gandalfovy rady a zvolilo cestu přes trpasličí doly v Morii, i když byl Aragorn proti a zvlášť Gandalfa varoval: „Jestliže vstoupíš do dveří Morie, dej si pozor!“ Gandalf Společenstvo provedl téměř celými doly, postupovali už dva dny, ale 15. ledna v komnatě Mazarbul upoutali pozornost nepřátel. Při pokusu zamknout dveře kouzlem se Gandalf setkal s rovnocenným protivníkem a v souboji sil povolila klenba a došlo k závalu. Otřesený a unavený vedl prchající družinu k můstku.
Na můstku se střetl s balrogem, jedním z Morgothových služebníků z prvního věku. Můstek se zřítil a oba protivníci padli do propasti. Dopadli do hlubokých vod u základů Země. Gandalf viděl jedinou šanci v pronásledování svého nepřítele dokud ten nenašel znovu cestu vzhůru. Pak s ním dva dny stoupal Nekonečnými schody až 25. ledna dorazili do Durinovy věže a začala Bitva na vrcholku. Nakonec svrhl balroga a ten se roztříštil na úpatí hory. Gandalf v tu chvíli zemřel, „bloudil mimo myšlení a čas“, ale byl poslán zpět, aby dokončil svůj úkol.
Tři dny ležel nahý v bezvědomí, až jej 17. února našel Pán orlů Gwaihir a odnesl do Lothlórienu. V Caras Galadhonu nalezl uzdravení, byl oblečen do bílého a rozdal i dostal mnoho rad. Odešel do Fangornu, kde 26. února na vyvýšeném místě soupeřil s Okem Saurona, který se pokoušel ovládnout Froda sedícího s nasazeným Vládnoucím prstenem na vrcholku Amon Hen.
Na jihu Fangornu se 1. března setkal s Aragornem, Legolasem a Gimlim a přiměl je, aby zanechali dalšího pátrání po hobitech. Sám se prohlásil Gandalfem Bílým a poté, co si přivolal Stínovlase, jej Aragorn nazval Bílým jezdcem. Společně odjeli do Edorasu, kde Gandalf následujícího dne vyléčil krále Théodena a ten jej jmenoval šlechticem v Marce, náčelníkem Eorlovců a daroval mu Stínovlase. Na jeho radu vyjel Théoden neprodleně proti Železnému pasu. Druhého dne jízdy však vojsko dostihla zpráva o porážce u brodů přes Želíz. Gandalf požádal krále, aby se stáhl do Hlásky, pevnosti v Helmově žlebu, a sám odjel do pole a řídil pohyby vojsk. S úsvitem slunce 4. března přivedl do Žlebu posily, Erkenbrandovy muže ze Západních úvalů, a vedl jejich útok proti obléhatelům, právě ve chvíli kdy se probíhající bitva zdála být beznadějnou.
Po bitvě odjel s královou družinou do Železného pasu. V Železném pase nabídl milost poraženému Sarumanovi, a když ji odmítl, zlomil mu svou mocí hůl. Gríma Červivec z věže hodil po Gandalfovi palantír, ale nezasáhl ho. V noci palantír ukradl Pipin, odhalil se Sauronovi, ale naštěstí nestihl nic vyzradit, a možná tím Gandalfa, který měl v úmyslu vyzkoušet kámen sám, uchránil před vážnou chybou. Gandalf palantír svěřil Aragornovi a v obavě, že Sauron urychlí své plány, bez otálení odjel do Minas Tirith, hlavního města Gondoru. Pipina vzal s sebou, aby jej uchránil pokušení znovu se kamene zmocnit.
9. března měl spolu s Pipinem audienci s Denethorem, správcem Gondoru. Pipin přísahal správci věrnost, protože jeho syn Boromir mu zachránil život. Gandalf byl proti, ale nezasáhl, protože šlechetným činům by neměla bránit chladná rada. O soumraku druhého dne Gandalf zachránil Faramira před útokem nazgûlů. Faramir se zmínil o setkání s Frodem směřujícím do Cirith Ungol, což Gandalfa znepokojilo a vedlo k rozepři mezi Denethorem a Faramirem. 13. března Faramir ustoupil z Osgiliathu a byl těžce zraněn. Zlomený Denethor ponechal obranu Minas Tirith Gandalfovi. 15. března vypukla Bitva na Pelennorských polích. Časně ráno rozbil Pán nazgûlů bránu města a kdyby v tu chvíli nepřijeli Jezdci Marky, střetl by se s Gandalfem. Pipin přiměl Gandalfa zachránit Faramira z rukou jeho šíleného otce, který se v zoufalství z jisté porážky pokusil upálit společně s ním na hranici.
Na poradě po bitvě Gandalf neradil k opatrnosti, ale naopak k úmyslně zbrklému výpadu proti Mordoru, který by nepřítele přesvědčil, že mezi sebou mají nového pyšného Pána prstenu, a odpoutali tak jeho pozornost od jeho vlastní země. Vyrazili se slabým vojskem, na Gandalfovu radu nešli přes Minas Morgul, kudy šel Frodo, ale putovali až k Morannonu, Černé bráně Mordoru. 25. března k vyčkávajícímu vojsku vyšel z brány Sauronův vyjednavač, Ústa Sauronova, přinesl Frodovy šaty a požadoval velké ústupky za jeho život. Gandalf mu však věci vytrhl a přikázal mu odejít. Vypukla Bitva u Morannonu proti beznadějné přesile. Ve chvíli, kdy proti nazgûlům přiletěli orli, však nazgûlové začali náhle prchat a Sauronovo vojsko zakolísalo. Věže Černé brány se zhroutily a Gandalf vykřikl, že je to konec Sauronovy říše. Nasedl na orla Gwaihira a zachránil Sama a Froda ze svahu vybuchující Hory osudu.
1. května korunoval Aragorna II. Elessara králem Gondoru a Arnoru. Pomohl Aragornovi najít semenáček Bílého stromu. Na cestě do Roklinky potkali Sarumana a Gandalf mu naposledy nabídl pomoc, ale Saruman ji odmítl. Doprovodil hobity až k Mohylovým vrchům a jel navštívit Toma Bombadila.
S hobity se opět setkal až na Poslední jízdě Strážců Prstenů a 29. září 3021 odplul přes Moře do Zemí neumírajících.

## Adaptace

### Rádio
V dramatizacích BBC rádia hráli postavu Gandalfa Norman Shelley v sérii The Lord of the Rings (Pán prstenů) v letech 1955 a 1956, Heron Carvic v The Hobbit (Hobit) v roce 1968 a Sir Michael Hordern v sérii The Lord of the Rings z roku 1981.

### Film
John Huston propůjčil svůj hlas postavě Gandalfa ve dvou televizních adaptacích od Rankin/Bass The Hobbit (Hobit) v roce 1977 a The Return of the King (Návrat krále) v roce 1980.
V animovaném filmu The Lord of the Rings (Pán prstenů) z roku 1978 od Raplha Bakshiho byl Gandalf namluven Williamem Squirem. (Není známo, jestli ho Squire hrál i v pohybových scénách nasnímaných technikou rotoskopie.)
Sir Ian McKellen byl Gandalfem ve filmové trilogii Pán prstenů režírované Peterem Jacksonem. Jeho interpretace role je všeobecně oceňována. Akcent a intonaci založil převážně na nahrávkách Tolkiena samotného, na nichž autor četl výňatky ze své práce. Byl nominován na Cenu Akademie za nejlepší mužský herecký výkon ve vedlejší roli ve filmu  Společenstvo prstenu, byl tak jako jediný z celého štábu nominován na cenu za individuální herecký výkon. V rozhovorech se McKellen vyjádřil, že pokud bude filmován i Hobbit, bylo by mu potěšením si Gandalfa opět zahrát. Původně měl roli dostat Sean Connery, ale odmítl ji. Connery poznamenal, že nerozuměl tématu ani nečetl Tolkienovy knihy.

### Divadlo
V kanadském Torontu Gandalfa ztvárnil Brent Carver v tříhodinovém představení The Lord of the Rings (Pán prstenů), které mělo premiéru v roce 2006.
V americkém Cincinnati zpodobnil Gandalfa Tom Stiver v hrách The Two Towers (Dvě věže) (2002) a The Return of the King (Návrat krále) (2003). V chicagském Lifeline Theatre si Gandalfa zahrál Charles Picard v The Two Towers (1999).